# Encarsia interstrica
Encarsia interstrica är en stekelart som beskrevs av Huang och Andrew Polaszek 1998. Encarsia interstrica ingår i släktet Encarsia och familjen växtlussteklar. Inga underarter finns listade i Catalogue of Life.